# Archicolliuris
Archicolliuris is een geslacht van kevers uit de familie van de loopkevers (Carabidae). De wetenschappelijke naam van het geslacht is voor het eerst geldig gepubliceerd in 1931 door Liebke.

## Soorten
Het geslacht Archicolliuris omvat de volgende soorten:
- Archicolliuris albicolon Bates, 1892
- Archicolliuris benoiti Basilewsky, 1974
- Archicolliuris bimaculata (L. Redtenbacher, 1844)
- Archicolliuris birmanica (Liebke, 1938)
- Archicolliuris burgeoni (Liebke, 1931)
- Archicolliuris butonensis (Kirschenhofer, 1996)
- Archicolliuris cribricollis (Andrewes, 1929)
- Archicolliuris dimidiata (Chaudoir, 1848)
- Archicolliuris distigma (Chaudoir, 1850)
- Archicolliuris fasciata LaFerte-Senectere, 1849
- Archicolliuris gibbosa Basilewsky, 1970
- Archicolliuris immaculata (Liebke, 1938)
- Archicolliuris kodadai (Kirschenhofer, 1996)
- Archicolliuris linea (Andrewes, 1926)
- Archicolliuris occipitalis Baehr, 2005
- Archicolliuris olsoufieffi (Alluaud, 1935)
- Archicolliuris opacipennis (Gestro, 1888)
- Archicolliuris papua (Darlington, 1968)
- Archicolliuris par (Darlington, 1968)
- Archicolliuris philippinensis (Donabauer, 1996)
- Archicolliuris rubripes (Andrewes, 1926)
- Archicolliuris rudicollis (Fairmaire, 1898)
- Archicolliuris rufopicea (Chaudoir, 1862)
- Archicolliuris senegalensis (Lepeletier & Audinet-Serville, 1825)
- Archicolliuris splendissimus Baehr, 2005
- Archicolliuris subnitida (Liebke, 1933)
- Archicolliuris tenuis (Andrewes, 1926)
- Archicolliuris tetraspilota (Schmidt-Goebel, 1846)